# Разцвет на Османската империя
Разцветът на Османската империя води и до териториално разширение. Този период започва със завоюването на Светите земи, Египет, както Мека и Медина. Продължава до края на голямата турска война с управлението на Хюсеин паша Кьопрюлю.

## Великолепният век
Управлението на Сюлейман Великолепни (1520 – 1566) започва с превземането на Белград през 1521 година и битката при Мохач през 1526 година, в резултат от което е завоювана Унгария. През 1529 година султанът обсажда Виена без успех, а през 1532 година предприема нов поход, който не успява да достигне до града. През 1547 година император Фердинанд I е принуден да признае османската власт в Унгария, която в периода 1526 – 1686 е османска Унгария. По това време Трансилвания, Влашко и Молдова стават васали на Империята. На изток османците завладяват Багдад през 1535 година, с което установяват контрол над Месопотамия и си осигуряват достъп до Персийския залив. В края на управлението на Сюлейман I населението на Османската империя достига 15 милиона души. Около 1600 г., населението на империята достига 30 милиона души, и се отбелязва недостиг на обработваема земя, което е индикация за криза във военно-ленната спахийска система. 
При Селим I и Сюлейман Османската империя се превръща във водеща морска сила, установявайки своята хегемония в Средиземно море. Експедициите на Хайредин Барбароса водят до поредица от победи над флотите на християнските държави, решаваща от която е тази в битката при Превеза. Завзети са Тунис и Алжир, контролирани дотогава от испанците, а през 1543 година Барбароса помага на французите да завладеят Ница. През този период Франция и Османската империя са стратегически съюзници в общата си борба срещу Хабсбургите, който съюз е скрепен във вековете с френско-османски алианс. Империята участва активно в европейските дипломатически отношения през XVI век, като сключва съюзи също с Англия и Нидерландия.
В хода на XVI век морското превъзходство на османците постепенно отстъпва пред засилването на някои западноевропейските флоти, най-вече тази на Португалия в района на Индийския океан. Водеща непрестанни войни на два отдалечени фронта, в Централна Европа и в Иран, Империята постепенно започва да изпитва недостиг на ресурси, което спира по-нататъшното ѝ разрастване, но това е само временно и в резултат от вътрешни раздори след смъртта на Селим II и екзекуцията Михаил Кантакузин Шейтаноглу; убийството на Соколлу Мехмед паша при управлението на Мурад III и екзекуцията на Андроник Кантакузин при управлението на Мехмед III – по време на дългата война.
Дългата война с Житваторогския мирен договор, бележат края на османския възход с последващи промени засегнали през XVII век всички социални и икономически сфери на живота и обществените отношения.

## Султанат на жените
Още по времето на Сюлейман Великолепни с неговата фаворитка, длъжността Валиде султан започнала да добива особена важност в управлението на империята. Това отчетливо проличало, когато на тази позиция застанала Кьосем Султан през 1623 г., макар тя да играла водеща роля още при управлението на Ахмед I, след смъртта на старата Валиде – Хандан Султан. Хюррем Султан, Михримах Султан, Нурбану Султан, Кьосем и Сафийе Султан остават в историята като петте най-влиятелни жени в Османската империя, когато институцията Харем-и Хумаюн играе водеща роля в политиката на османците. 

## Епоха Кьопрюлю
Едва убийството на Кьосем Султан успява да усмири страстите за власт и ролята на Харема в политиката на империята.  Хатидже Турхан фаворизира длъжността „велик везир“, която поверява на везирите от фамилията Кьопрюлю, който избор се оказва особено удачен – след безвремието с разрастналата се корупция във висшия османски държавен и управленски апарат. Османската империя остава велика сила за времето си до битката при Виена през 1683 г., която бележи края на османското разширение в Европа.
По това време, европейските държави вече започват да полагат усилия за овладяване на османския контрол над традиционните търговски пътища по суша между Източна Азия и Западна Европа, които започват с пътя на коприната. С помощта на новите географски открития, западноевропейските държави заобикалят османския търговски монопол, създавайки свои собствени морски пътища към Индия и Източна Азия.
При управлението на Фазъл Ахмед паша (велик везир от 1661 до 1676 г.), Османската империя достига своето най-голямо териториално разширение в историята – в Трансилвания на власт е османското протеже Михай I Апафи; завладян е остров Крит през 1669 г. Османската армия на територията на днешна Украйна и овладява крепостите Хотин и Каменец-Подолски, както и територията на Подолия, на която е образуван еялет Подолия през 1676 г.  Фазъл Ахмед паша продължава политиката на своя баща за контрол над администрацията и безпощадна финансова дисциплина. За разлика от баща си не е толкова строг при разкриване на случаи на корупция, но не се колебае да наказва със смърт. Безкомпромисната политика и действията за стабилизиране състоянието на държавата.  При управлението на Фазъл Ахмед се провежда последния Йерусалимски събор на православната църква. Романът „Време разделно“ отразява художествено събития от периода на великото везирстване на Фазъл Ахмед паша, който е родом от Велес. 
Битката при Зента (11 септември 1697 г.) бележи края на двувековния османски натиск над Централна Европа, станал популярен благодарение на пресата на Гутенберг – като турски страх. 